# Sisyrinchium unispathaceum
Sisyrinchium unispathaceum är en irisväxtart som beskrevs av Friedrich Wilhelm Klatt. Sisyrinchium unispathaceum ingår i släktet gräsliljor, och familjen irisväxter. Inga underarter finns listade i Catalogue of Life.